# Theodosia pilosipygidialis
Theodosia pilosipygidialis är en skalbaggsart som beskrevs av Shinji Nagai 1998. Theodosia pilosipygidialis ingår i släktet Theodosia och familjen Cetoniidae. Utöver nominatformen finns också underarten T. p. takasugii.